# Торрьелли, Тонина
Антоние́тта «Тони́на» Ма́скио-Торрье́лли (итал. Antonietta «Tonina» Maschio-Torrielli; род. 22 марта 1934, Серравалле-Скривия, Пьемонт) — итальянская певица. Представительница Италии на конкурсе песни «Евровидение-1956». Вместе с француженкой Мате Альтери и немцем Фредди Квинном является «одним из последних, ныне живущих участников первого конкурса Евровидение-1956».

## Биография

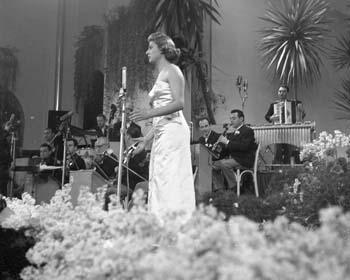
На фестивале в Сан-Ремо (1958)

Родилась 22 марта 1934 года в Серравалле-Скривии.

### «Фестиваль в Сан-Ремо» и «Евровидение»
В 1956 году принимала участие на фестивале в Сан-Ремо с песней «Amami se vuoi», где заняла второе место и вместе с Франкой Раймонди, победительницей фестиваля, стали первыми представительницами Италии на первом конкурсе песни «Евровидение», проходившем в швейцарском Лугано. Так как, на данном конкурсе был объявлен только победитель, они заняли второе место, наряду со остальными участниками.

### Дальнейшая жизнь
В 1965 году ушла со сцены из-за желания посвятить себя семье. В Турине вместе с мужем была владелицей магазина музыкальных инструментов, который был закрыт в 2003 году.

## Личная жизнь
- Муж (1960—2013): Марио Маскио (1931—2013), барабанщик.
  - Дочь — Паола Маскио.

## Дискография

### Синглы
- 1956 — «Amami se vuoi»
- 1956 — «Il bosco innamorato»
- 1956 — «Il cantico del cielo»
- 1956 — «La colpa fu» (совместно с Уго Молинари, Лусианой Гонсалес, Франкой Раймонди и Кларой Винченци)
- 1956 — «Qualcosa e rimasto»
- 1957 — «Il nostro sì»
- 1957 — «Intorno a te (È sempre primavera)»
- 1957 — «La cosa più bella»
- 1957 — «Scusami»
- 1958 — «L’edera»
- 1958 — «Mille volte»
- 1958 — «Nozze d’oro»
- 1959 — «Adorami»
- 1959 — «Il nostro refrain»
- 1959 — «Tua»
- 1960 — «Colpevole»
- 1960 — «Perderti»
- 1961 — «Febbre de musica»
- 1962 — «Aspettandoti»
- 1963 — «Com’e piccolo il cielo»
- 1963 — «Perdonarsi in due»